# Glycera benhami
Glycera benhami är en ringmaskart som beskrevs av Böggemann och Fiege 200. Glycera benhami ingår i släktet Glycera och familjen Glyceridae.
Artens utbredningsområde är havet kring Nya Zeeland. Inga underarter finns listade i Catalogue of Life.